# Эмидопс
Эмидопс (лат. Emydops) — род небольших дицинодонтов. Открыт в 1912 году. Обитал с середины по конец пермского периода в Южной Африке. Название эмидопсу в 1912 году дал палеонтолог Роберт Брум.
В 2008 году исследования показали, что существовало 2 вида эмидопсов (хотя ранее предполагали наличие 13 видов).

## Описание
Длина черепа составляет 5 сантиметров (2 дюйма). Глазницы расположены в передней части черепа, сам череп широкий и квадратный.
У некоторых экземпляров имеются 2 пары клыков. Предполагают, что наличие этих клыков зависит от пола особи (по другой версии найденные окаменелости принадлежат животным разных поколений).
Возможно эмидопс был травоядным и питался растениями.

## Известные виды
- Emydops arctatus — описан Ричардом Оуэном в 1876 году[1]
- Emydops oweni